# Melaleuca haplantha
Melaleuca haplantha är en myrtenväxtart som beskrevs av Bryan Alwyn Barlow. Melaleuca haplantha ingår i släktet Melaleuca och familjen myrtenväxter. Inga underarter finns listade i Catalogue of Life.